# Taboye
Taboye is een gemeente (commune) in de regio Gao in Mali. De gemeente telt 20.600 inwoners (2009).